# 高坪街道
高坪街道，是中华人民共和国贵州省遵义市汇川区下辖的一个街道办事处。
2015年12月8日，贵州省人民政府批复同意撤销高坪镇，设置高坪街道。

## 行政区划
高坪街道下辖以下地区：
高坪社区、双江社区、清溪村、金塘村、仁江村、排军村、新拱村、联丰村、新黔村、双狮村、永胜村、鸣庄村、大桥村和海龙囤村。